# Калькутта
Кальку́тта (с 2001 года официальное название — Колка́та; бенг. কলকাতা, МФА: [kolˈkata]о файле; англ. Kolkata) — город в дельте Ганга на востоке Индии, столица штата Западная Бенгалия, второй по площади город в Индии после Мумбаи и четвёртый по населению город в Индии после Мумбаи, Дели и Бангалора. По состоянию на 2011 год, население города составляет 4 486 679 человек, городской агломерации — 14 112 536 (3-е место среди городских агломераций Индии).
Во времена британского владычества Калькутта была столицей всей Британской Индии вплоть до 1911 года, благодаря чему ныне она является крупным центром образования, науки, культуры и политики. С другой стороны, в городе имеют место такие проблемы, как бедность, загрязнение воздуха и пробки на дорогах.

## Название

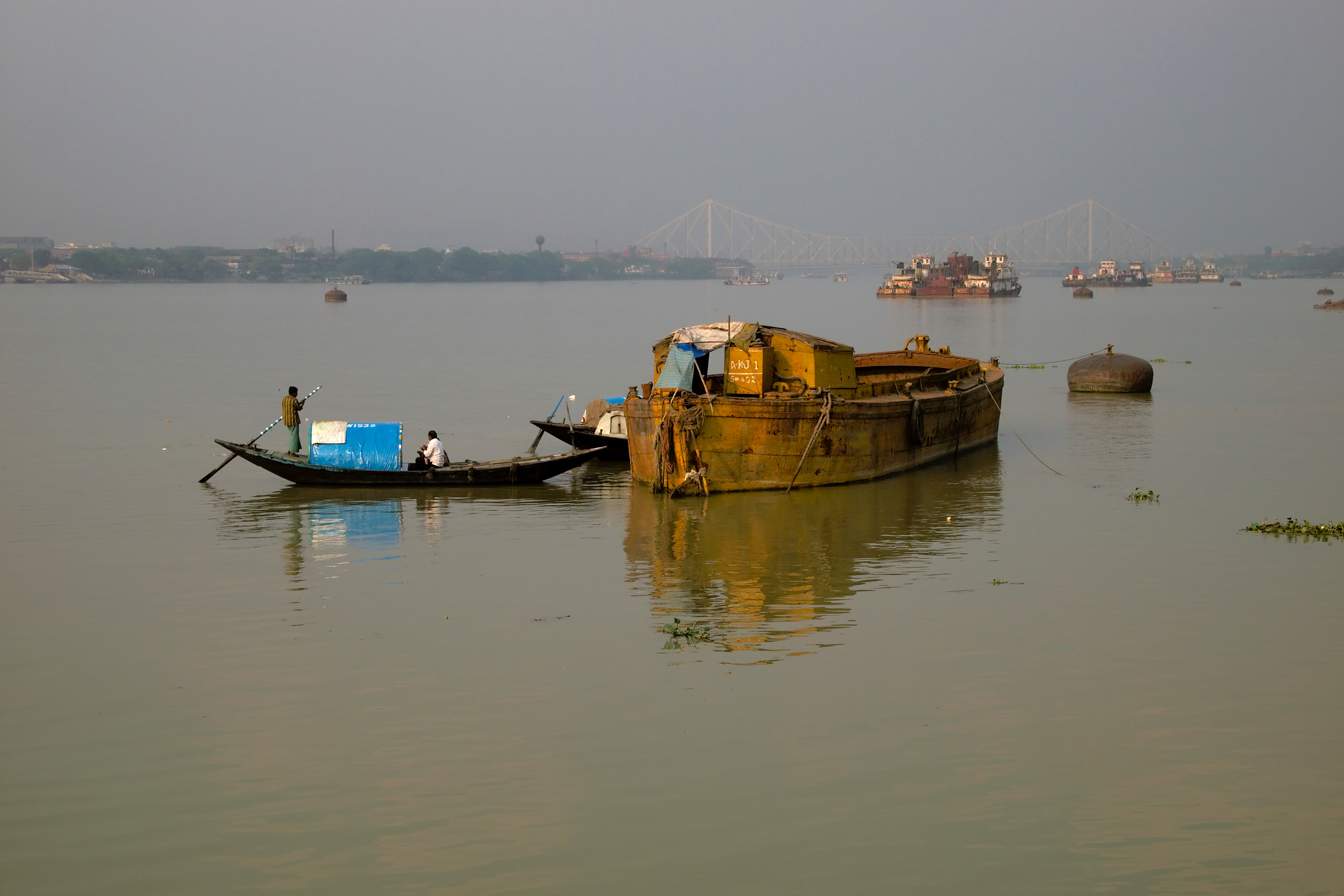
Река Хугли

Город получил своё название от деревни Каликата (бенг. কলিকাতা), на месте которой англичане начали строительство новой столицы. Существует несколько теорий происхождения слова. Согласно одной из них, Каликата обозначает «равнину (богини) Кали». Другие объяснения связывают название Каликата с «плоской равниной» (бенг. কিলকিলা килкила), производством в этом месте негашеной извести (কলি চুন [ˈkɔlitɕun] и কাতা [ˈkat̪a]) и «выкопанным каналом» (খাল [ˈkʰal] и কাটা [ˈkata]).
Ранее официальное название города писалось на английском языке как Calcutta, что нередко приводило к неверному прочтению Калькутта носителями других языков (по-английски, однако, название читается как Калката [kælˈkʌtə]). С 1 января 2001 года местное правительство решило изменить написание города на Kolkata, что лучше соответствует бенгальскому произношению названия. 30 июля 2001 года был принят закон, который утвердил новое написание.

## История
Близлежащие к Калькутте территории были заселены более 2 тысячелетий назад, о чём свидетельствуют археологические раскопки деревни Чандракетугарх. Тем не менее, современное заселение началось лишь в 1690 году, с приходом Британской Ост-Индской компании, которая занималась торговлей с Бенгалией. Традиционно основателем Калькутты считался служащий компании Джоб Чарнок. Существуют и другие точки зрения, согласно которым город существовал до прибытия британцев. 16 мая 2003 года Верховный суд Калькутты, основываясь на докладе научной комиссии постановил, что на месте Калькутты задолго до прибытия европейцев существовал «важный торговый центр». Суд постановил, что Чарнока не следует считать основателем Калькутты и приказал правительству вычеркнуть его имя из всех учебников и официальных документов, связанных с историей города. Западные историки, однако, отвергают подобный исторический ревизионизм.
На территории современной Калькутты в конце XVII столетия располагалось 3 деревни — Каликата, Гобиндапур и Сутанати. Каликата представляла собой рыбацкую деревушку, в Гобиндапуре жили преимущественно ткачи. Эта территория была частью империи Великих Моголов, которой управляли заминдары (землевладельцы) из семьи Сабарна Рой Чоудхари. 10 ноября 1698 года права на управление этой областью было передано англичанам.

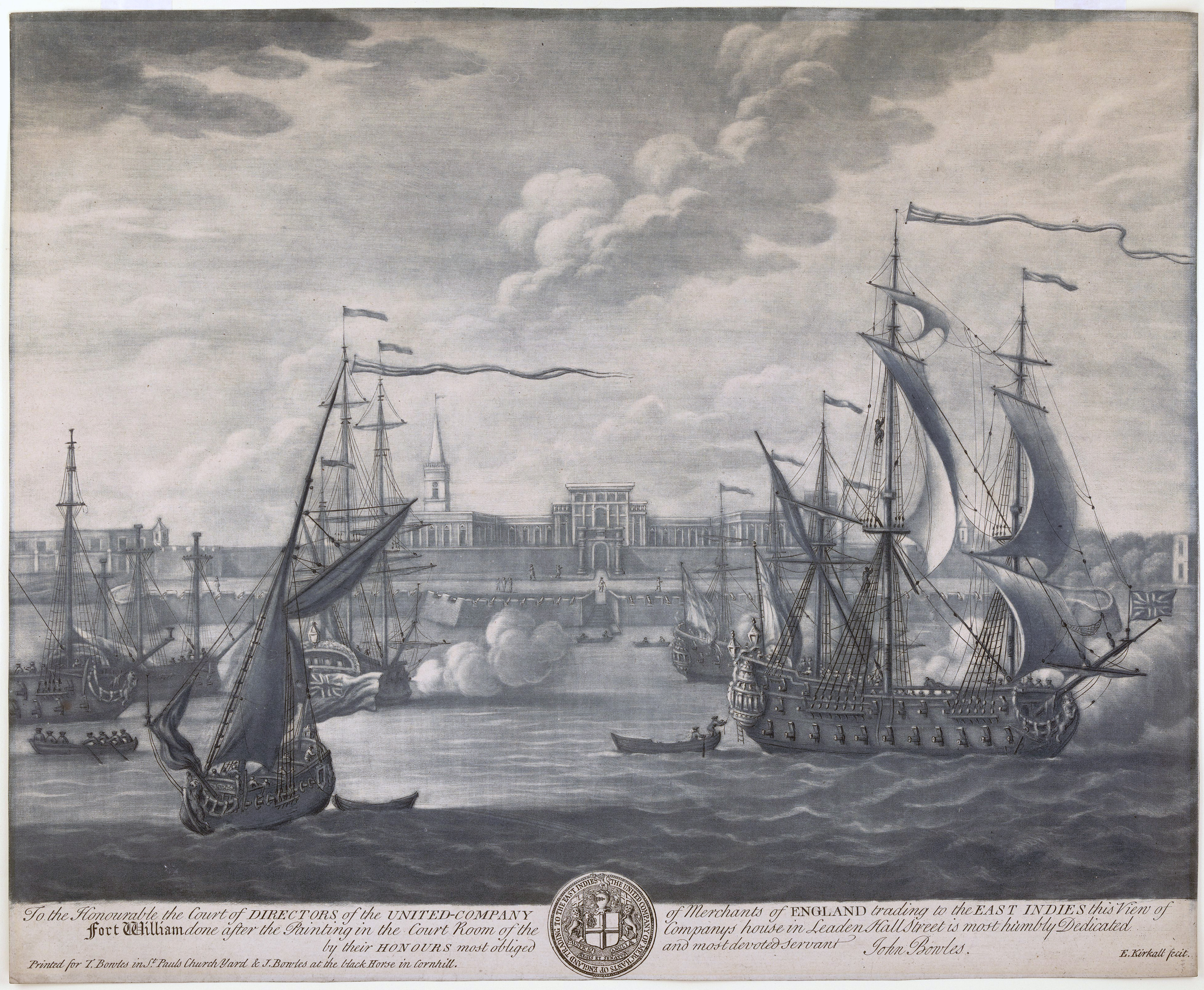
Вид форта Уильям в 1735 году

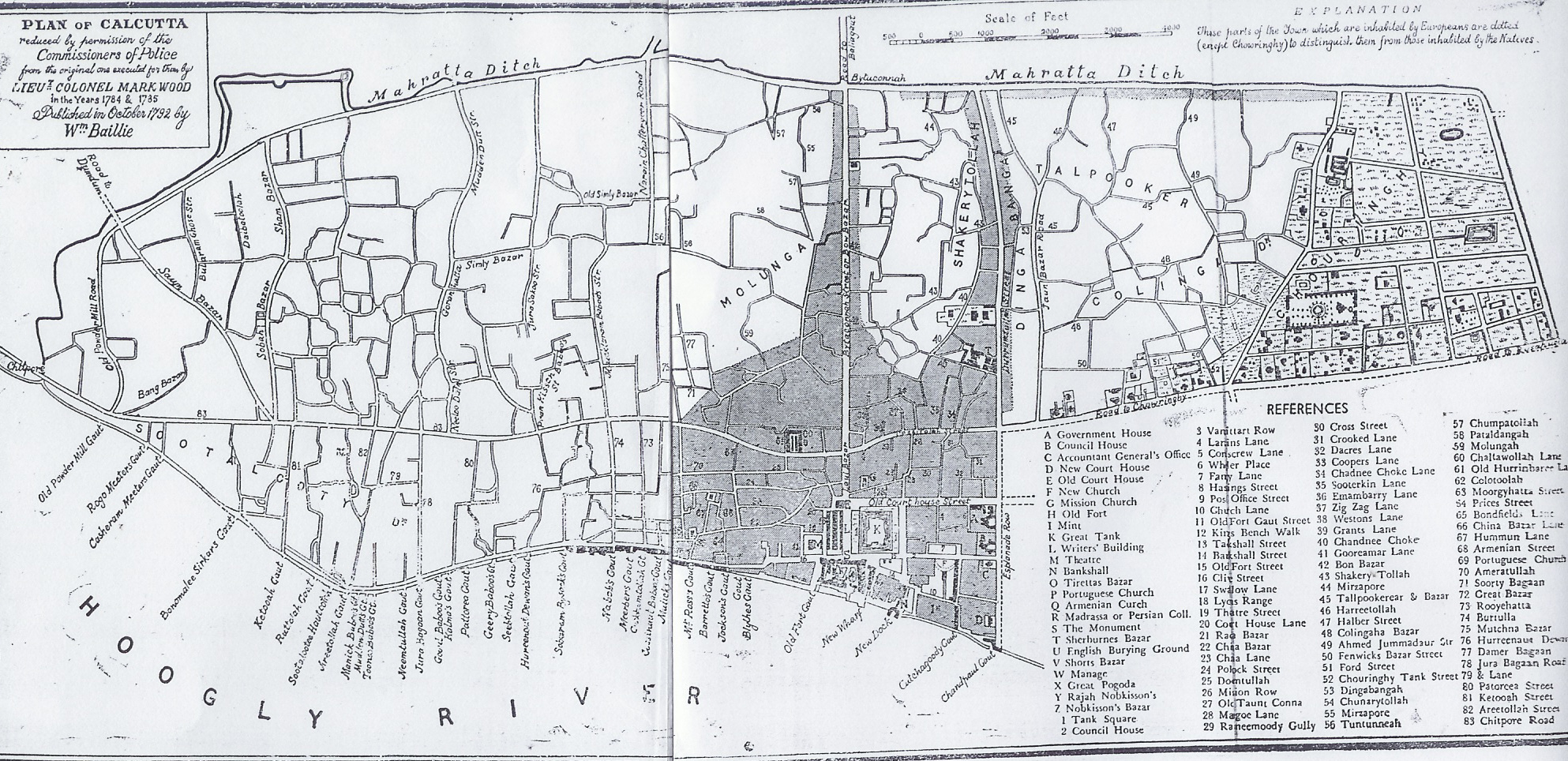
План Калькутты (1744—1745 гг.)

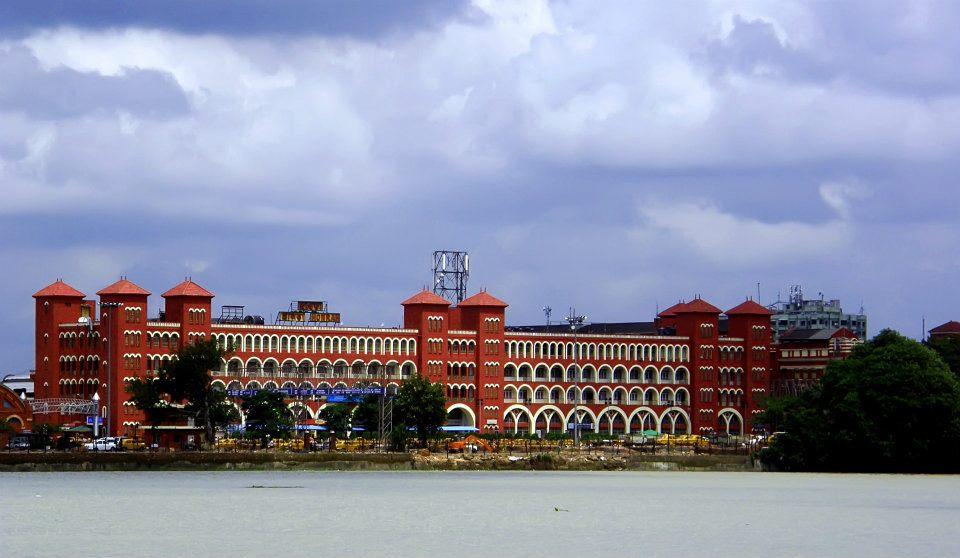
Здание вокзала

В 1712 году англичане заканчивают строительство форта Уильям на берегу одного из притоков Ганга Хугли. Из-за частых вооружённых стычек с французскими войсками, в 1756 году британцы провели ряд фортификационных работ по укреплению форта. В то же время наваб Бенгалии Сирадж уд-Даула осудил милитаризацию и уклонение от налогов со стороны Британской Ост-Индской компании. Его недовольство было проигнорировано, после чего были начаты военные действия. Форт был захвачен, большая часть защитников уничтожена. Данный инцидент вошёл в историю под названием калькуттской чёрной ямы. Силами наёмных солдат Британской Ост-Индской компании (сипаев) и регулярных войск под командованием Роберта Клайва в следующем году англичане вновь захватили Калькутту. Согласно Аллахабадскому мирному договору, подписанному после поражения сил падишаха империи Великих Моголов, навабов Бенгалии и Ауда при Буксаре, за Ост-Индской компанией было закреплено право на управление и взимание налогов с населения Бенгалии, Бихара и Ориссы. За Великими Моголами сохранялась номинальная власть над данными территориями. В 1772 году Калькутта становится столицей британских владений в Индии. В 1793 году навабы окончательно теряют даже формальную власть над Бенгалией. Англичане проводят комплекс работ по осушению болот вокруг Калькутты. Особенно много для развития города и его архитектуры сделал генерал-губернатор Ричард Уэлсли. Также Калькутта становится центром торговли опием. В 1863 году генерал-губернатор Индии Джон Лоуренс принял решение о переносе летней столицы Британской Индии в более комфортабельный для англичан город Шимлу.
К середине XIX столетия Калькутта фактически делилась на 2 отдельные части: английскую (известный также как Белый город) с центром в области района Чоуринги, и площади Делхауси и индийскую (Чёрный город) на севере мегаполиса. В начале 1850-х годов отмечался бурный рост города, особенно текстильной и джутовой промышленности. Британские компании построили телеграф и железнодорожный вокзал. Слияние английской и индийской культур привело к появлению нового класса индусов бабу, который представляли люди из высших каст, вели городской образ жизни, занимали высокооплачиваемые должности и преимущественно были англофилами. Во второй половине XIX столетия началось Бенгальское Возрождение, которое привело к нарастанию социокультурной напряжённости среди жителей Калькутты. В 1893 году в городе состоялся конгресс Индийской национальной ассоциации, первой общепризнанной националистической организации в Индии. Калькутта становится центром революционных организаций выступающих за независимость Индии от англичан. Британцы в 1905 году предприняли неудачную попытку разделить Бенгалию на две части. Это привело к волнениям и возникновению движения свадеши, которое предполагало бойкот ввезённых товаров. Эти явления, наряду с неудобным расположением Калькутты, как главного города Британской Индии, заставили англичан в 1911 году перенести столицу в Нью-Дели.
Калькутта и её порт подвергались нескольким бомбардировкам со стороны японцев в течение Второй мировой войны. Первая из них случилась 20 декабря 1942 года, последняя — 24 декабря 1944 года. Сочетание военного и природного факторов привело к голоду 1943 года, во время которого погибло несколько миллионов человек. В 1946 году в городе возникли религиозные беспорядки, во время которых погибло более 4 тысяч человек. Раздел Индии в 1947 году привёл к дальнейшим столкновениям. Мусульмане эмигрировали в Восточный Пакистан (современный Бангладеш), в то время как индуисты из Пакистана бежали в Калькутту.
В 1960—1970-е годы острый дефицит продовольствия, забастовки и действия марксистско-маоистского движения наксалитов привели к разрушению инфраструктуры города и его экономической стагнации. В 1971 году во время войны за независимость Бангладеш от Пакистана в Калькутту переселилось множество беженцев. На фоне происходящих событий, в 1980-е годы Калькутта теряет статус самого населённого города Индии. В 1985 году премьер-министр Раджив Ганди в свете социально-политических проблем Калькутты называет его «умирающим городом». С 1977 по 2011 год Калькуттой и Западной Бенгалией управлял левый фронт, в котором основную роль играет коммунистическая партия. Таким образом региональное правительство в Калькутте вошло в историю, как самое продолжительное правление коммунистов избираемое демократическим путём.
Восстановление Калькутты началось с 1990-х годов, когда Индия провела ряд экономических реформ по либерализации экономики. В 2000-х годах развитие информационных технологий способствовало интенсивному росту экономики города. Также в городе начал отмечаться рост производства.

## География

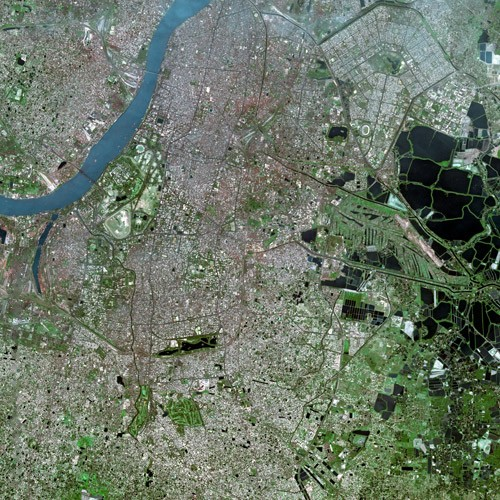
Спутниковый снимок города

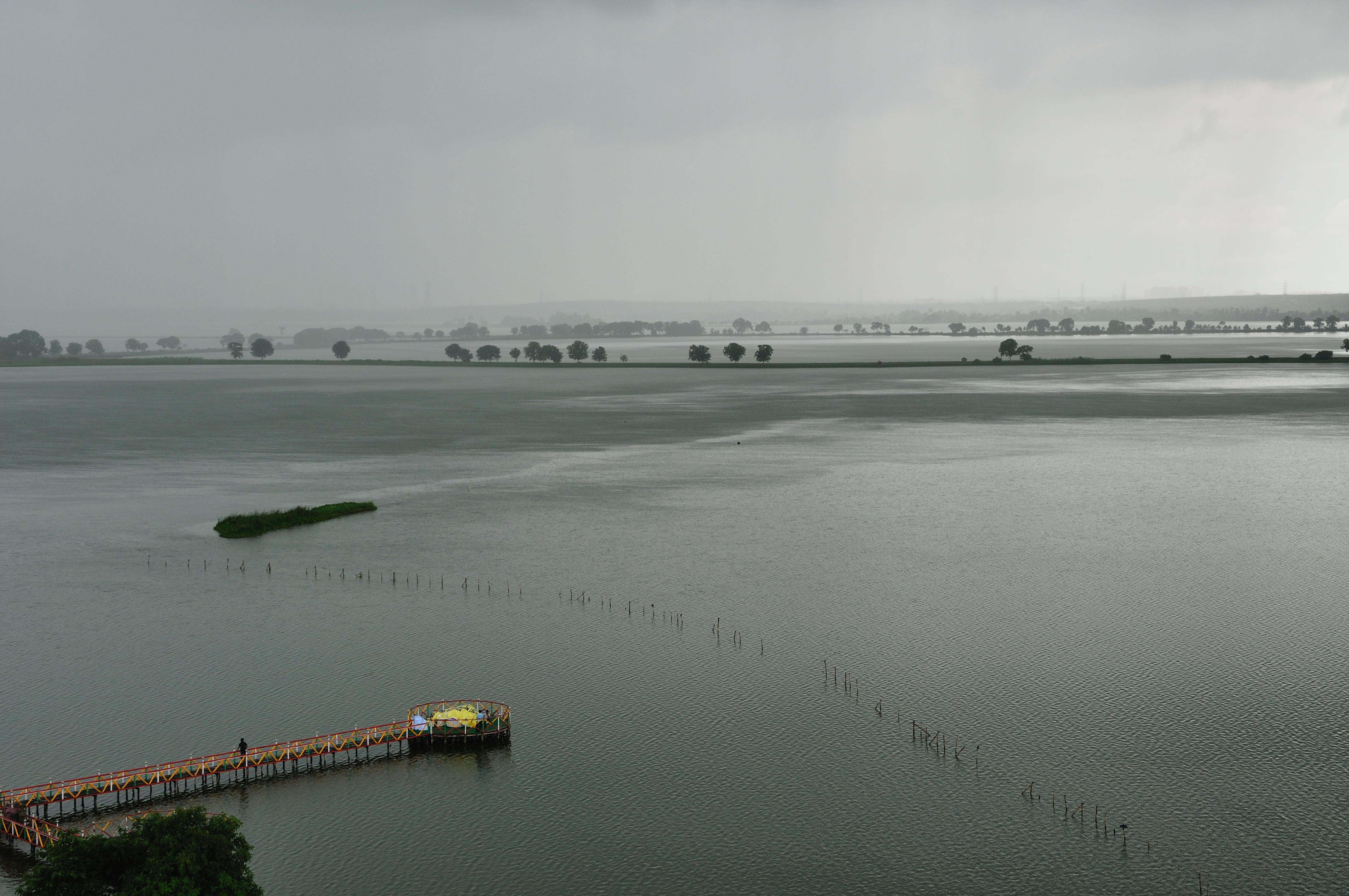
Болота восточной Калькутты

Калькутта находится в восточной Индии, в дельте Ганга, на высоте от 1,5 до 9 метров над уровнем моря. Основная часть города изначально представляла собой болотистую местность. Потребовалось много десятилетий, чтобы адаптировать эти территории для жизни. Оставшиеся неосушенными болота в восточной части Калькутты занимают территорию в 12500 гектаров и признаны рамсарской конвенцией имеющими международное значение. Как и на всей территории Индо-Гангской равнины, почвы в Калькутте аллювиальные. Отложения четвертичного периода состоят из глины, ила и песка и находятся между двумя слоями глины, самый нижний из которых залегает на глубине от 250 до 650 метров, а верхний — от 10 до 40. Согласно бюро индийских стандартов, город находится в сейсмоопасной зоне и имеет оценку 3 из 5.

### Городская структура
Калькутта с пригородами занимает более 1886 км²

### Климат
Калькутта имеет тропический климат со среднегодовой температурой 26,3°С; среднемесячные температуры меняются от 19°С до 30°С. Лето — жаркое и влажное с температурами около 30°С. Зимой температуры могут опускаться до 9 — 11°С. Самая высокая когда-либо зафиксированная температура составляет 45°С, самая низкая: 3°С. В среднем, самый жаркий месяц года — май, самый холодный — январь.
Среднегодовой уровень осадков составляет 1781 мм, большая его часть приносится юго-западными муссонами. Самый высокий уровень осадков отмечается в июле (377 мм).
| Показатель                    | Янв. | Фев. | Март | Апр. | Май  | Июнь | Июль | Авг. | Сен. | Окт. | Нояб. | Дек. | Год  |
| ----------------------------- | ---- | ---- | ---- | ---- | ---- | ---- | ---- | ---- | ---- | ---- | ----- | ---- | ---- |
| Абсолютный максимум, °C       | 33   | 38   | 43   | 42   | 44   | 45   | 40   | 38   | 38   | 37   | 36    | 32   | 45   |
| Средний суточный максимум, °C | 25,7 | 29,1 | 33,5 | 35,8 | 35,7 | 34,2 | 32,9 | 32,7 | 32,8 | 32,1 | 29,9  | 26,7 | 31,8 |
| Средняя температура, °C       | 18,6 | 22,4 | 27,0 | 29,7 | 30,3 | 29,8 | 29,0 | 28,9 | 28,6 | 27,5 | 23,9  | 19,7 | 26,3 |
| Средний суточный минимум, °C  | 12,7 | 16,4 | 21,4 | 24,7 | 25,6 | 26,4 | 26,2 | 26,3 | 25,8 | 23,7 | 18,9  | 13,9 | 21,8 |
| Абсолютный минимум, °C        | 3    | 6    | 10   | 13   | 18   | 20   | 18   | 16   | 13   | 10   | 7     | 5    | 3    |
| Норма осадков, мм             | 12   | 20   | 38   | 56   | 146  | 290  | 377  | 327  | 314  | 160  | 33    | 9    | 1781 |
| Источник: Погода и Климат     |      |      |      |      |      |      |      |      |      |      |       |      |      |

## Население
По данным всеобщей переписи 2011 года, в городской черте Калькутты, которая занимает площадь 185 км², проживает 4 486 679 человек. За 10 лет количество жителей уменьшилось на 1,88 %. На 1000 мужчин приходится 899 женщин. Данное соотношение связано с тем, что в Калькутту приезжают на заработки мужчины из соседних сельских районов, как Западной Бенгалии, так и Ориссы, Бихара и Уттар-Прадеша. Уровень грамотности в городе на 2011 год выше общеиндийского (87,14 % и 74 %). Население всей городской агломерации в 2011 году составляло 14 112 536 человек.

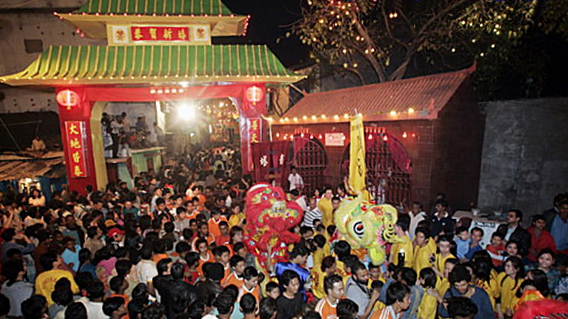
Празднование Нового года в китайском квартале Калькутты

Большинство населения составляют бенгальцы. Также в городе проживают ряд национальных меньшинств, таких как китайцы, тамилы, непальцы, ории, телугу, ассамцы, гуджаратцы, армяне, греки, тибетцы, маратхи, конкани, малаяли, парсы, панджабцы и др. Количество проживающих в Калькутте армян, греков и евреев за XX столетие значительно уменьшилось. До II мировой войны в бывшей столице Британской Индии проживало 5 тысяч евреев. Однако после создания Израиля еврейская община значительно уменьшилась. На 2013 год в Калькутте проживало 25 евреев. В восточной части Калькутты располагается китайский город, который когда-то насчитывал 20 тысяч китайцев. К 2009 году их количество в городе уменьшилось до 2 тысяч вследствие репатриации во время китайско-индийской войны 1962 года, а также иммиграции в города с лучшими социально-экономическими условиями. Китайская община традиционно работала в кожевенной промышленности и ресторанном бизнесе.
В Калькутте преобладает официальный язык штата бенгальский. Английский используется в основном высокооплачиваемыми «белыми воротничками». На хинди, урду и других языках разговаривает незначительная часть населения города. Большинство населения исповедует индуизм, около 20 % — ислам. По сравнению с другими большими городами Индии, уровень преступности в Калькутте низкий. В 2010 году в городе было совершено 117,3 преступлений на 100 тысяч населения при среднем по Индии 187,6.

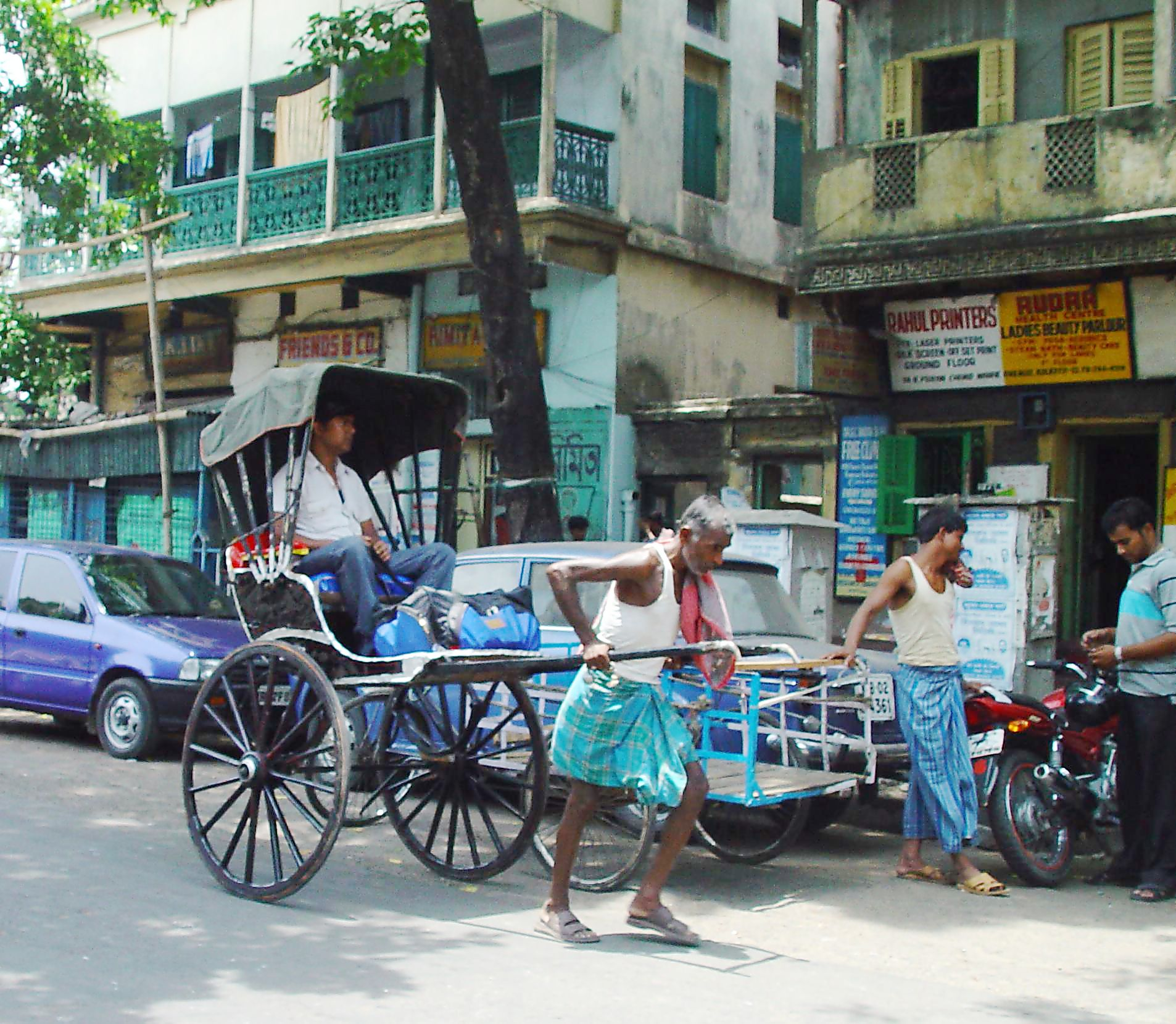
Рикша Калькутты
1,5 млн жителей проживают в трущобах, 14 % находятся за чертой бедности

На 2003 год треть всего населения города, около 1,5 млн человек, проживало в трущобах. Официально зарегистрированные трущобы Калькутты с наличием водоснабжения, канализации и вывозом мусора муниципальными службами Калькутты можно условно разделить на 2 группы — bustees, в которых жители имеют некие долгосрочные договоры об аренде с землевладельцами и udbastu colonies предназначенные для беженцев из республики Бангладеш. Несанкционированные властями трущобы с отсутствием водоснабжения располагаются вдоль каналов, железнодорожных путей и магистральных дорог. На 2006 год за чертой бедности находилось 14 % населения. В 1979 году мать Тереза получила Нобелевскую премию мира за создание и работу в организации «Сёстры — миссионерки любви» в Калькутте, целью которой стала забота об обездоленных.

## Экономика
Калькутта — крупнейший экономический и финансовый центр всей северо-восточной Индии. Здесь находится Калькуттская фондовая биржа — вторая по величине в стране. Как и в других крупных городах Индии, начиная с 1990-х годов быстро растёт сектор информационных технологий. Калькутта служит штаб-квартирой для многих промышленных компаний страны, среди них: ITC Limited, India Government Mint, Kolkata, Haldia Petrochemicals, Exide Industries, Hindustan Motors, Britannia Industries, Bata India, Birla Corporation, CESC Limited, RPG Group, Texmaco Limited, Bengal Ambuja, Philips India, Eveready Batteries, Coal India Limited, Damodar Valley Corporation, PwC India, и Peerless Group. Это крупный банковский и финансовый центр, город является штаб-квартирой таких банков как: Allahabad Bank, Uco Bank и United Bank of India. Город остаётся важным центром промышленности: здесь размещаются предприятия таких отраслей как сталелитейная, машиностроительная (в том числе производство электроники), цементная, фармацевтическая, пищевая, текстильная.
По данным на 2005 год валовой внутренний продукт Калькутты составлял 94 млрд долларов США; уже к 2009 году этот показатель возрос до 162 млрд (третий среди индийских городов).

### Связь
Мобильную связь в городе обеспечивает государственная компания BSNL и частные операторы: Vodafone, Airtel, Reliance Communications, Uninor, Idea Cellular, Aircel, Tata DoCoMo, Tata Indicom и Virgin Mobile. Доступ к широкополосному интернету обеспечивается компаниями: BSNL, Tata Indicom, Sify, Airtel, Reliance и Alliance.

## Транспорт
Общественный транспорт Калькутты включает метрополитен, систему пригородных железных дорог, автобусы и трамваи. Город хорошо соединён железными дорогами с другими регионами страны, в Калькутте находятся штаб-квартиры Восточной и Юго-восточной зон индийских железных дорог. Пригородные железные дороги соединяют город с соседними округами: Северные 24 парганы, Южные 24 парганы, Надия, Хаура, Хугли. Кроме того, Калькутту опоясывает круговая железная дорога.
Калькуттский метрополитен — первый в Индии, был открыт в 1984 году, построен с технической помощью СССР. Система включает одну линию, протянутую с юга на север вдоль реки Хугли на 28 км. Кроме того, несколько линий метро находятся в стадии строительства и разработки.
Имеется развитая система автобусных маршрутов, государственные автобусные компании включают: Calcutta State Transport Corporation (CSTC), South Bengal State Transport Corporation (SBSTC), West Bengal Surface Transport Corporation (WBSTC).
Калькутта — единственный город в Индии, сохранивший систему трамвайных линий. Нехватка дорог и удобных транспортных сообщений является важной проблемой города и служит причиной многочисленных пробок.
Международный аэропорт имени Нетаджи Субхас Чандра Боса в городке Дум-Дум принимает как международные, так и местные рейсы, он расположен примерно в 17 км от центра Калькутты.
Калькутта — крупнейший морской порт восточной Индии, несмотря на то что находится в 148 км от моря. В порт имеют возможность заходить океанские корабли.

## Культура

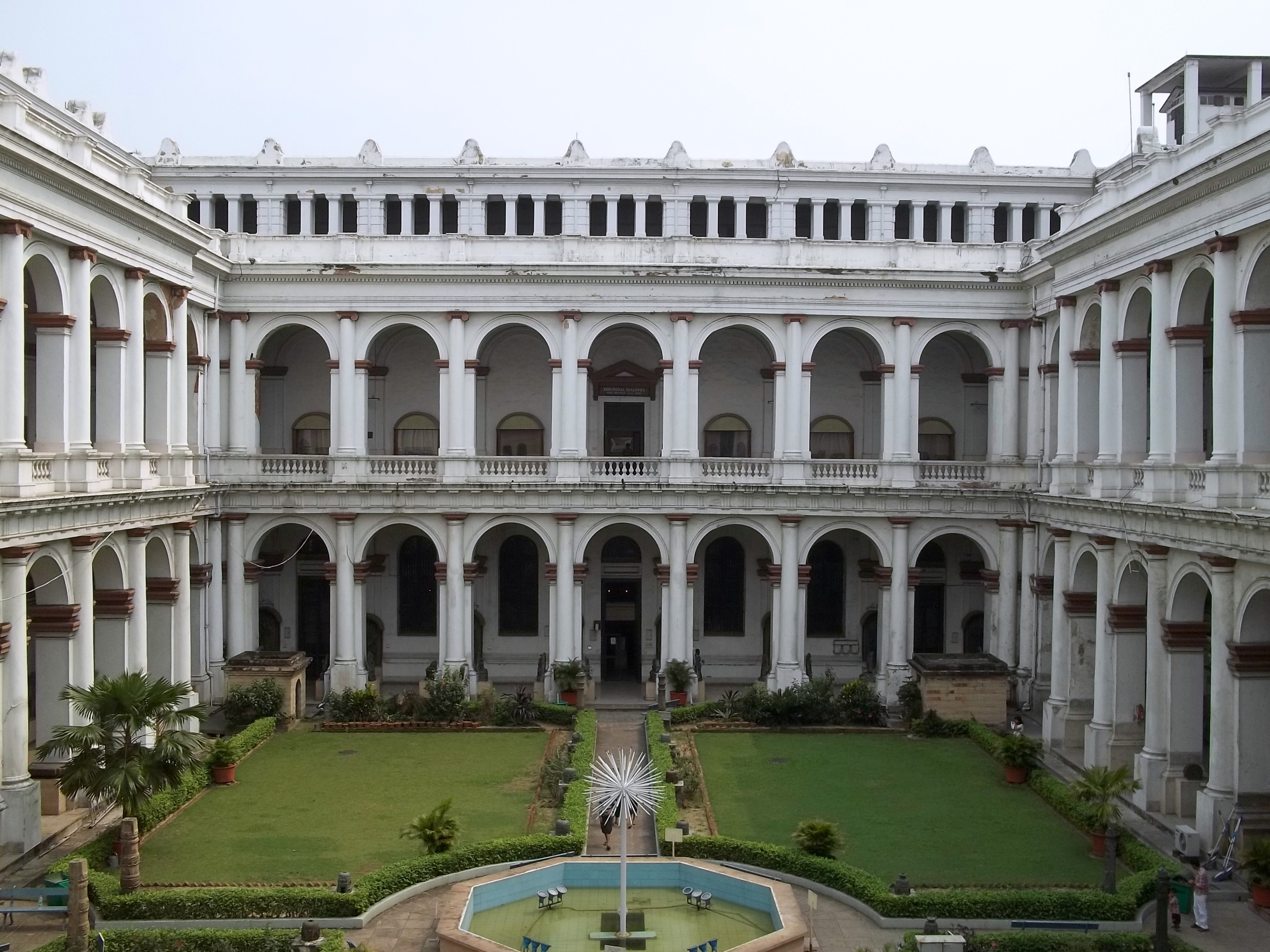
Индийский музей

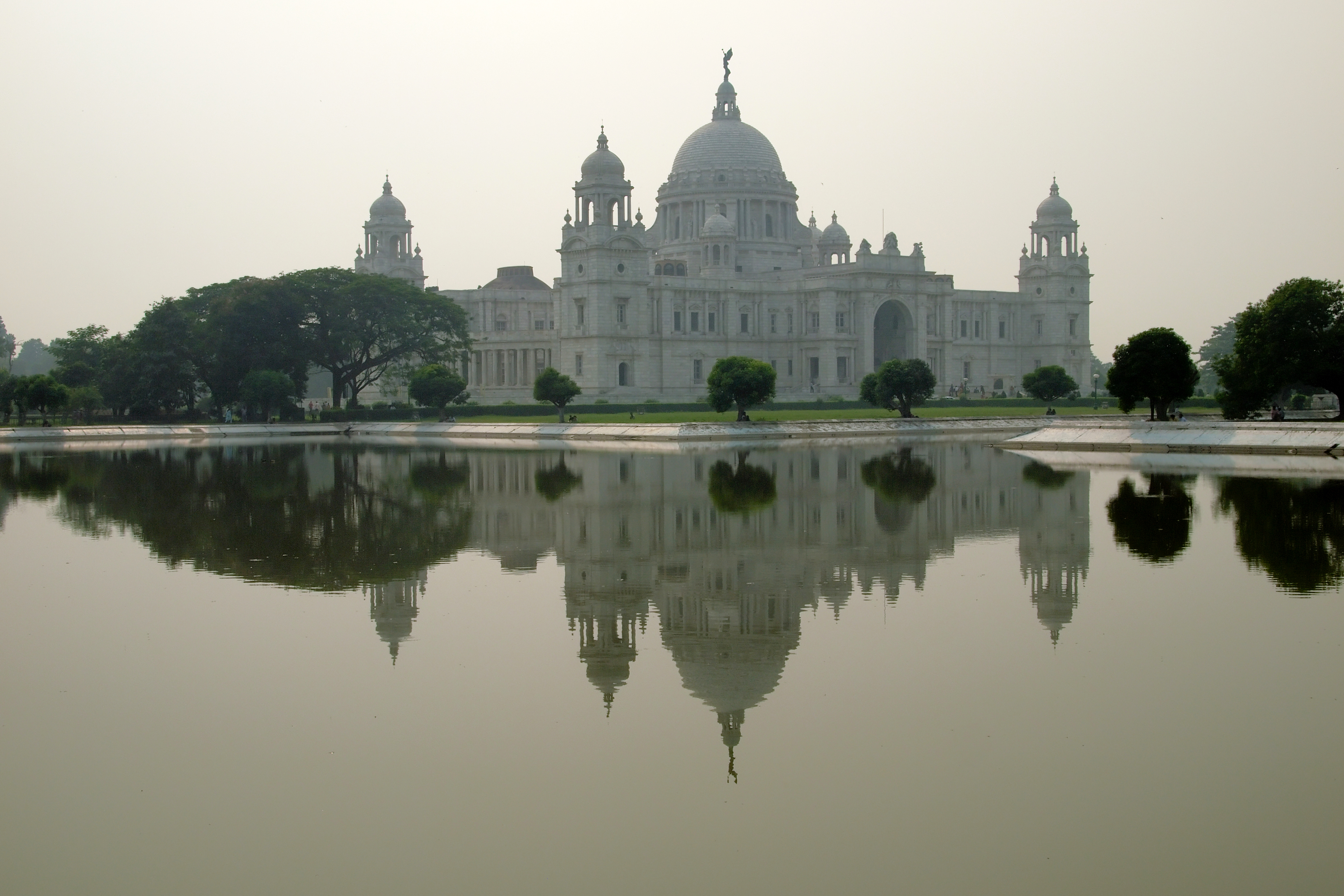
Мемориал Виктории

Калькутта известна своим литературным и художественным наследием. Будучи столицей Британской Индии она стала местом рождения современных индийских литературы и искусства. Её называли «городом яростной творческой энергии» и «культурной столицей Индии». Особенностью города являются «пары» — кварталы, жители которых составляют определённые сообщества. Обычно «пара» имеет свой собственный клуб и площадку для занятий спортом. Местная форма общения «адда», представляет собой неторопливую интеллектуальную беседу на самые разнообразные темы.
Архитектура Калькутты отличается своим разнообразием. Многие здания построены в индо-исламском и индо-сарацинском стилях. Ряд из них объявлены памятниками архитектуры, другие, не попавшие в данный список, постепенно разрушаются. Наиболее известными зданиями Калькутты являются Индийский музей, мраморный дворец, мемориал Виктории, Национальная библиотека и научный музей, Основанный в 1814 году Индийский музей старейший в стране. В нём находятся экспонаты индийского искусства и естествознания. Мраморный дворец представляет собой пример классического европейского особняка, которые строили в колонии англичане. В мемориале Виктории располагается музей города. Национальная библиотека и научный музей Калькутты самые большие в стране.

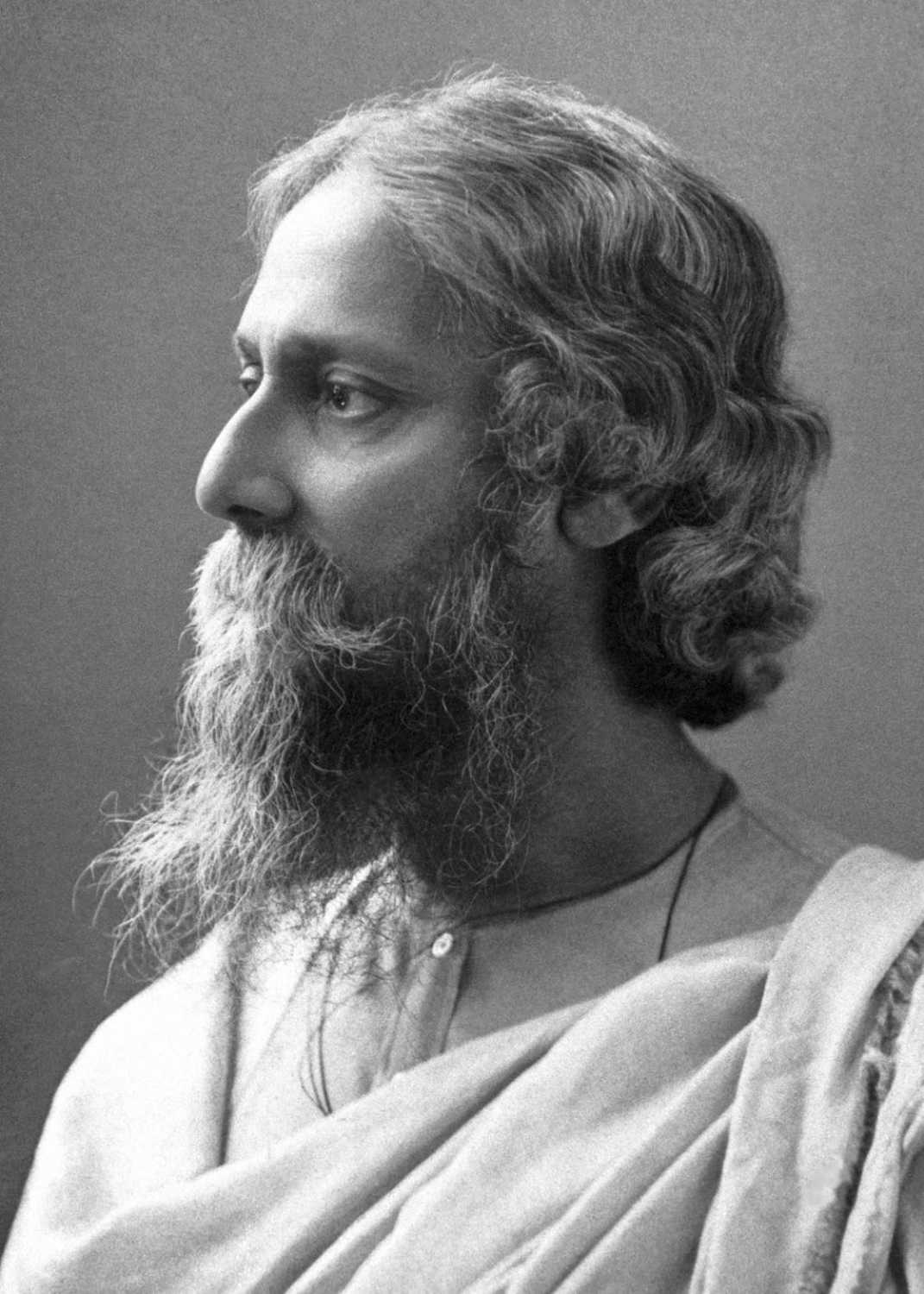
Уроженец Калькутты, лауреат Нобелевской премии по литературе 1913 года Рабиндранат Тагор

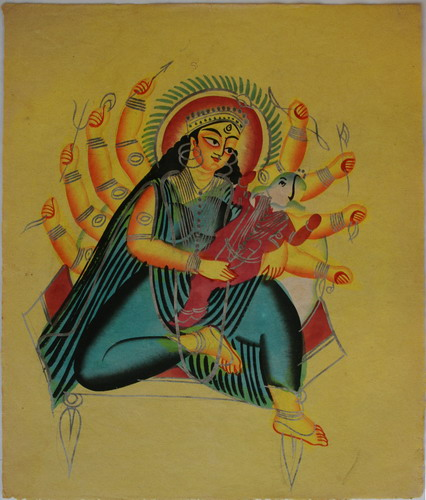
Ганеша на руках Парвати. Живопись Калигхат

С 1980-х годов классические театры Калькутты теряют свою популярность. Их место занимают любительские труппы, которые выступают с самыми разнообразными постановками на социально значимые темы. Жители пары Читпур традиционно специализируются на театральном направлении искусства джатра, представляющем собой музыкальное танцевальное представление. Калькутта является также центром кинематографа Западной Бенгалии. Термин «Толливуд» появился в 1932 году от слияния названий Голливуда и района Калькутты Толлигунга, где располагалось большинство студий Бенгалии. Созданное в нём направление киноиндустрии получило название «параллельного кино», которое не рассчитано на широкую аудиторию, отличается своим реализмом, прицелом на социальные и общественно-политические проблемы. Наиболее яркими представителями кинематографа из Калькутты являются лауреат премии «Оскар» 1992 года за выдающиеся заслуги в кинематографе Сатьяджит Рай, кинорежиссёры Ритвик Гхатак, Мринал Сен, Ритупарно Гош, Тапан Синха, Апарна Сен и Буддхадеб Дасгупта.
В XIX—XX столетиях бенгальская литература связана с именами Ишвара Видьясагара, Бонкимчондро Чоттопаддхая, Модхушудона Дотто, Рабиндраната Тагора, Кази Насрул Ислама, Сарата Чандры Чаттопадхая. Вместе с социальными реформами Рам Мрзан Роя и Свами Вивекананды их деятельность стала неотъемлемой частью Бенгальского возрождения. Во второй половине XX столетия развивается литература постмодернизма. С Калькуттой связаны течения каллол, хангриализма и «маленьких журналов». Большинство издательств города расположены в области Колледжстрит. Сама улица представляет собой сосредоточение книжных магазинов и лавок в которых продают как новые, так и прочитанные книги.
В Калькутте в XIX веке возник стиль живописи Калигхат, который изображает как мифологические, так и бытовые темы. В 1864 году в Калькутте был открыт колледж искусств и ремёсел из которого впоследствии вышли выдающиеся художники, такие как Абаниндранатх Тагор, Джамини Рой и Нанданал Боуз. Колледж стал местом рождения бенгальской школы художественного искусства, которая была частью националистического движения предполагавшего отход от традиций академизма. Академия изобразительных искусств Калькутты регулярно проводит художественные выставки. Город известен своим пристрастием к песням Тагора и индийской классической музыке. Бенгальская музыка включает в себя баллады баулов, которые в 2005 году были включены в список шедевров устного и нематериального культурного наследия ЮНЕСКО, форму религиозных песнопений киртан. С 1990-х годов в городе развиваются и современные направления музыкального искусства.
Важнейшими элементами региональной кухни Калькутты, относящейся к бенгальской кухне, являются рис и рыбное карри (machher jhol), которые могут быть дополнены такими десертами как roshogolla, sandesh (читается «шондеш») и сладким йогуртом известным как mishti doi. Город славен различными видами пресноводной и морской рыбы и морепродуктами, среди которых особую известность получили блюда из рыбы илиш (например, hilsha bhaja). Популярен уличный фаст-фуд, предлагающий блюда begun bhaja (обжаренные в масле ломтики баклажана замаринованного в куркуме со специями), kati roll (рулетики из лепёшек с овощными или мясными наполнителями), phuchka (полый «орешек» из сухого хрустящего пшеничного теста, который аккуратно надламывают пальцем, наполняют перед подачей приправленным (пряным и острым) холодным толчёным катрофелем и которым непосредственно перед употреблением зачёрпывают tok jhol (кислую воду) — соус-жидкость на основе воды, содержащую тамаринд, лимонный сок, пряности и чёрную соль (bit nun)), ghugni (пряная гороховая каша), североиндийские блюда (chole bature, kulcha), а также различные вариации на тему китайской кухни (veg manchurian). Большую роль в питании горожан играют сладости.
Главным праздником для Калькутты является Дурга-пуджа. В городе также отмечают бенгальский Новый год 15 апреля, религиозные праздники дивали, васант-панчами, ураза-байрам, холи, рождество и ратха-ятру. Ежегодно в столице Западной Бенгалии проводятся международный книжный фестиваль, фестиваль индийской классической музыки, международный кинофестиваль, национальный театральный фестиваль, а также ралли ретроавтомобилей.

## Образование
Калькутта служит домом для 17 университетов и институтов, среди них можно отметить: Калькуттский университет (основан в 1857 году), Aliah University, Jadavpur University, Indian Institute of Management Calcutta, West Bengal State University, West Bengal University of Technology и др.
Как язык обучения в школах используется английский и бенгали, иногда используется также урду.
В Калькутте расположена самая большая библиотека страны — Национальная библиотека Индии.

## Средства массовой информации
Наиболее распространённые в Калькутте газеты на бенгальском: Anandabazar Patrika, Bartaman, Sangbad Pratidin, Jago Bangla, Aajkaal, Dainik Statesman, Ganashakti. Газеты на английском: Times of India, Hindustan Times, The Hindu, The Indian Express, The Statesman, The Telegraph и Asian Age. Выходят деловые ежедневные газеты The Economic Times, The Financial Express, Business Line и Business Standard.
Всеиндийское радио, национальная радиовещательная станция, осуществляет вещание в Калькутте на нескольких АМ-волнах, также здесь работает 12 FM-радиостанций (из них две также принадлежат Всеиндийскому радио). Индийская государственная телевизионная компания, Doordarshan, обеспечивает на территории города приём двух бесплатных телеканалов, в то время как множество частных телеканалов, вещающих на английском, бенгальском, хинди, доступны через кабельные сети, спутниковый приём и интернет-подписку.

## Спорт
Наиболее популярные виды спорта — крикет и футбол. 12 апреля 2004 года в Калькутте состоялась первая в истории игра в рашбол. Калькутта — самый «футбольный» город страны, здесь базируются наиболее именитые индийские футбольные клубы, среди которых Mohun Bagan A.C., Kingfisher East Bengal F.C., Prayag United S.C. и Mohammedan Sporting Club. Футбольная лига Калькутты, основанная в 1898 году, — старейшая футбольная лига в Азии. Город известен своими вместительными стадионами, так, Salt Lake Stadium, также известный как Yuva Bharati Krirangan, на 2010 год являлся вторым по вместимости футбольным стадионом мира (120 тыс. человек).

## Достопримечательности
Архитектура города включает здания в готическом, романском, барокко, восточном и индо-исламском стилях. Индийский музей, основанный в 1814 году, один из старейших в Азии, имеет большую коллекцию предметов истории и искусства Индии.
- Одной из главных достопримечательностей Калькутты является Мемориал Виктории, архитектурная композиция, посвящённая Королеве Виктории.
- Храм богини Кали
- Индийский музей
- Мэйден
- Форт Уильям
- Собор Святого Павла

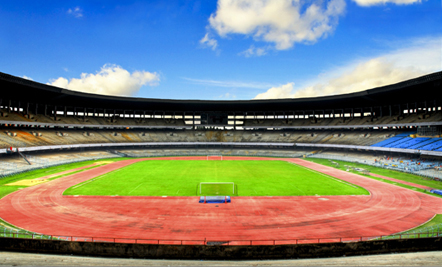
Стадион индийской молодёжи
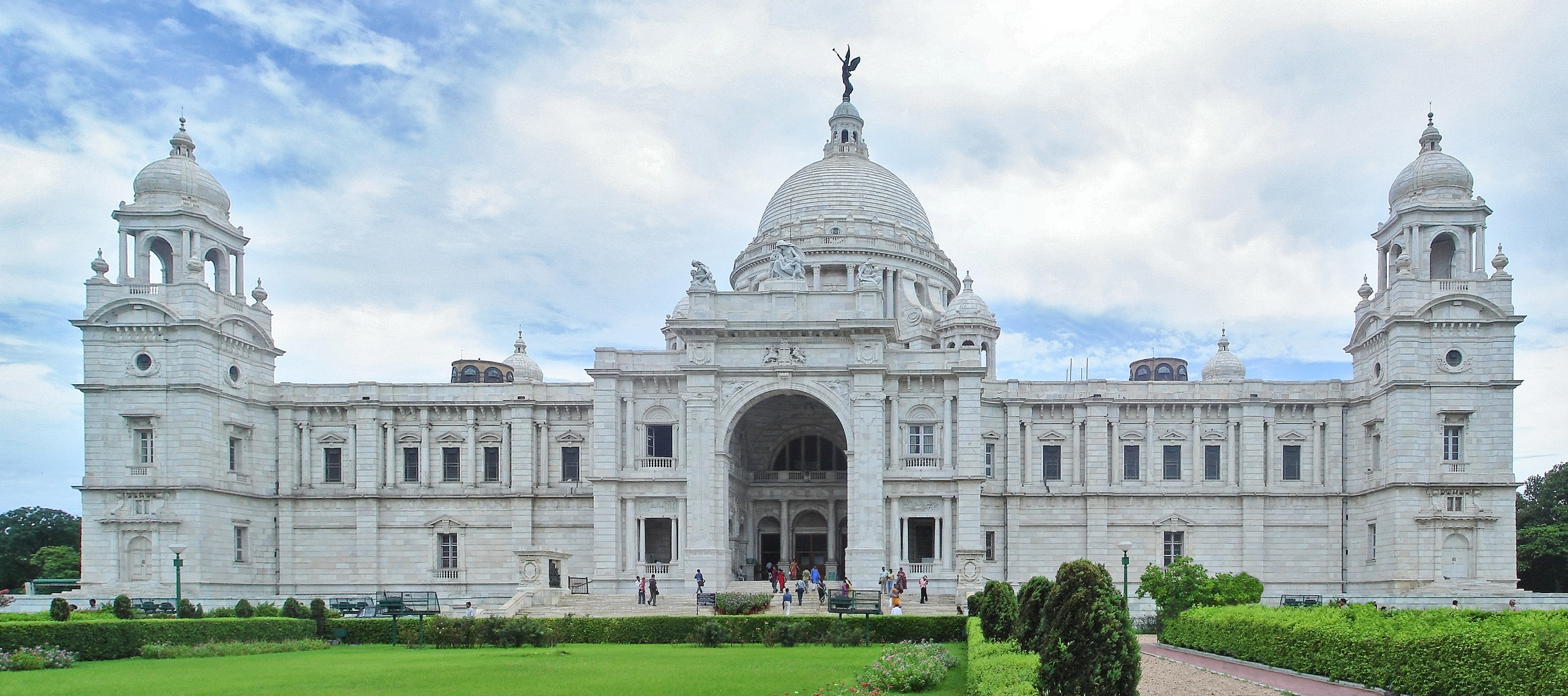
Мемориал Виктории
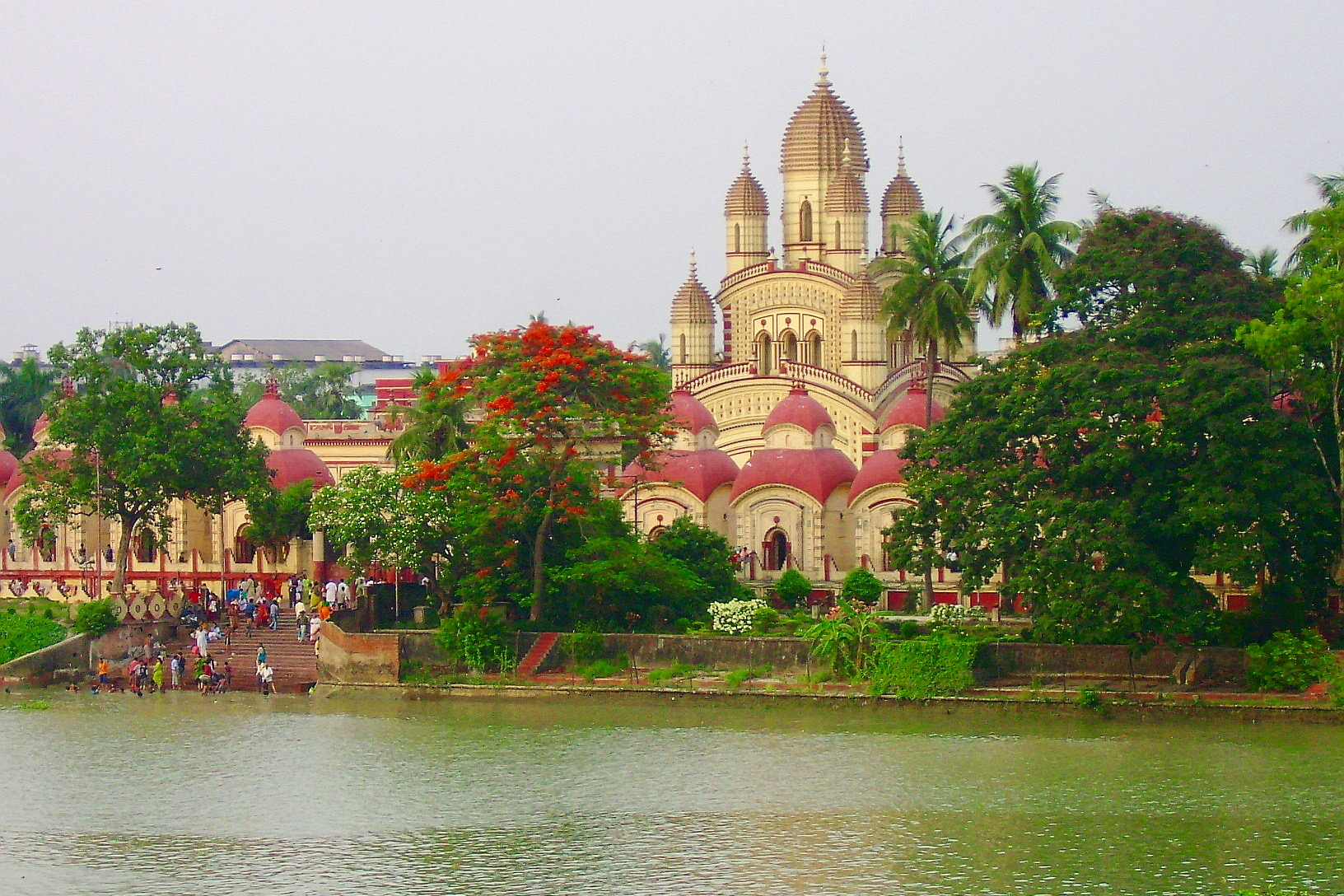
Храм богини Кали
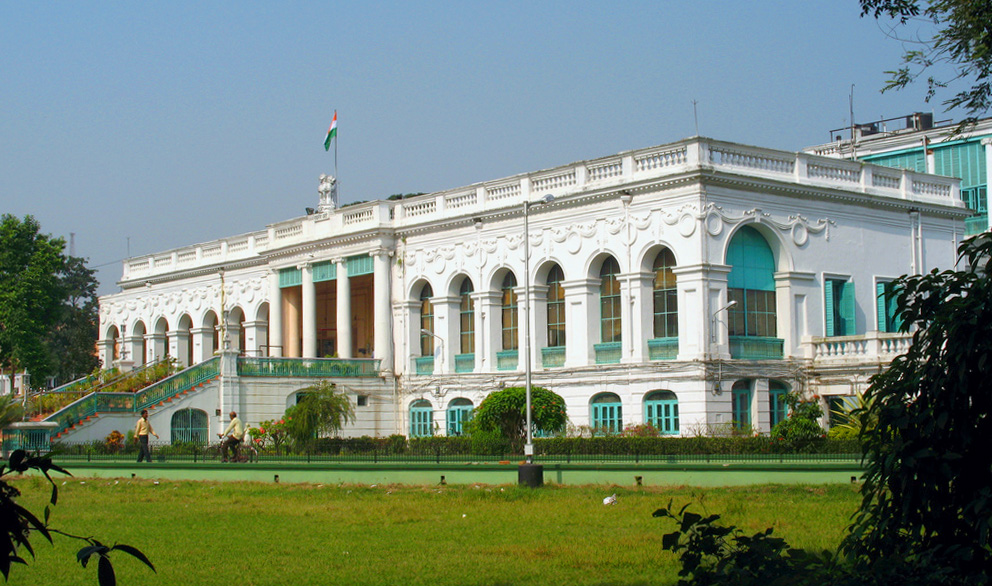
Национальная библиотека Индии

## Города-побратимы
- Даллас, США
- Лонг-Бич, США
- Неаполь, Италия
- Одесса, Украина